# Phlogophora scita
Phlogophora scita là một loài bướm đêm trong họ Noctuidae.